# Distrikt Kota Belud
Der Distrikt Kota Belud ist ein Verwaltungsbezirk im malaysischen Bundesstaat Sabah. Verwaltungssitz ist die Stadt Kota Belud. Der Kota Belud District ist Teil des Gebietes West Coast Division, zu dem die Distrikte Kota Kinabalu, Ranau, Kota Belud, Tuaran, Penampang, Putatan und Papar gehören.

## Demographie
Die Bevölkerung des Distrikts Kota Belud beträgt 107.243 (Stand: 2020). Kota Belud hatte laut der letzten Zählung im Jahr 2010 91.272 Einwohner und bestand etwa zu gleichen Teilen aus Kadazan-Dusun und Bajau und einem kleineren Anteil an Chinesen. Wie in vielen anderen Städten Sabahs gibt es auch hier eine beträchtliche Anzahl illegaler Immigranten aus den nahegelegenen Philippinen, vor allem aus Sulu und Mindanao, die in der Bevölkerungsstatistik nicht verzeichnet sind.

## Verwaltungssitz
Verwaltungssitz des Distrikts ist die Stadt Kota Belud.

## Gliederung des Distrikts
Der Distrikt ist in drei Unterbezirke oder Regionen (kawasan) aufgeteilt: Tempasuk, Kadamaian und Usukan. Diesen sind wiederum sechs bis acht Gemeindeverwaltungen (mukim) zugeordnet:
- Kawasan TEMPASUK
  - MUKIM RAMPAYAN mit den kampung Rampayan Ulu, Rampayan Laut, Luadi, Tapukan Baru, Nanamun, Tamau, Kota Bungan II, Kayu Putih und Pintasan
  - MUKIM KAGURAAN mit den kampung Kaguraan, Kesapang, Bubuk, Siudon, Kawang-Kawang, Penampang, Timbang, Pandasan, Tambilaung und Bungaliu
  - MUKIM DUDAR mit den kampung Dudar Laut, Sarang, Dudar Ulu, Kamalaan, Timbang Menggaris, Ulu Kukut, Mantanau, Taburan Damang, Taburan Tambulawan und Manau / Mandawang
  - MUKIM TAUN GUSI mit den kampung Taun Gusi I, Taun Gusi Padang, Sangkir, Taun Gusi 2, Batu 4, Kota Keranjangan und Jawi-Jawi
  - MUKIM TEMPASUK mit den kampung Tempasuk I, Linau, Ejuk, Tempasuk 2 Baru, Kota Bungan, Lilud, Tempasuk I, Rinig, Kota Peladok, Gunding, Botung, Merabau, Rudang, Wokok / Kinuta und Tawadakan
  - MUKIM ROSOK mit den kampung Rantai, Ginapas, Bangkahak Lama, Bangkahak Sumsum, Penempatan Wariu, Kalibungan, Bambangan, Guong, Gontuong, Bugaron und Bangkahak Baru
- Kawasan KADAIMAN
  - MUKIM WORIOU mit den kampung Lahanas, Tegudon, Piasau, Nahaba, Gandukut, Terintidon, Tambulion Laut, Sayap, Tengkurus, Talungan und Tambulion Ulu
  - MUKIM TAGINAMBUR mit den kampung Taginambur Batu 10, Taginambur Jaya, Puhus, Tambulaung, Bayayat, Ratau, Pinasang Tamu Darat, Rajunah, Tuguson, Pinasang, Moroulu, Bahab, Bokilong, Lasau Tintapon und Rangalau
  - KEBAYAU mit den kampung Lingkubang, Kebayau, Melangkap Kapa, Bundu Paka, Tambatuon, Purak Ogis, Narinang, Melangkap Baru, Melangkap Tomis, Melangkap Tiong und Melangkap Nariau
  - MUKIM MANGKULAT mit den kampung Gansurai, Tinata, Gaur, Mangkulat, Podos, Pinalabuh, Tudan, Koung Malaan und Bukid
  - LASAU mit den kampung Lasau Minunsud, Lasau Lama, Lampios, Podi, Takulung, Piak, Wani, Gonok und Kebidahan
  - MUKIM KINASARABAN mit den kampung Kinasaraban, Mandap, Lentigi, Paka-Paka, Bongol und Tintapon
  - MUKIM KELAWAT mit den kampung Kelawat, Pompod, Pahu, Sumbilingon, Minangkob, Pangi, Tabur, Talus und Sukang
  - MUKIM KADAMAIAN mit den kampung Kiau, Kiau Nulu, Kiau Bersatu, Lobong-Lobong, Koung und Kiau Taburi
- Kawasan USUKAN
  - MUKIM AMBONG mit den kampung Ambong, Pituru Darat, Lingkodon, Pengkalan Abai, Lebak Moyoh, Song-Song, Peturu Laut, Lebak Moyoh und Kumpang
  - MUKIM KULAMBAI mit den kampung Kuala Abai, Suang Punggor, Tanjung Batu, Buah Pandai, Kulambai Dundau, Kulambai, Kulambai Kupang, Pulau Mantanani, Bira-Biraan und Suang Kina
  - MUKIM SEMBIRAI mit den kampung Payas-Payas, Sembirai, Sadok-Sadok, Lebak Engad, Sembirai, Tg. Pasir und Timbang Dayang
  - MUKIM KEDATUAN mit den kampung Bala Liang, Peladok und Pantai Emas II
  - MUKIM PIRASAN mit den kampung Tombol, Baru, Pirasan Lama, Pekan Kota Belud, Siasai Jaya, Siasai Dundau, Siasai Kumpang, Siasai und Pirasan Ulu (Malaga)
  - Stadtbezirk BANDAR KOTA BELUD mit den kampung Menunggui, Labuan, Tanjung Wakap, Bobot, Kota Belud, Wakap, Labuan und Tanjung Wakap